# آب‌انبار سنادره
آب‌انبار سنادره مربوط به اوایل دوره پهلوی است و در سمنان، ابتدای بلوار حکیم الهی، محله سنادره واقع شده و این اثر در تاریخ ۲۵ خرداد ۱۳۸۱ با شمارهٔ ثبت ۵۸۲۸ به‌عنوان یکی از آثار ملی ایران به ثبت رسیده است.